# Robert Gordon (entomolog)
Robert Donald Gordon – amerykański entomolog, specjalizujący się w koleopterologii.
Zatrudniony był m.in. w Laboratorium Entomologii Systematycznej Departamentu Rolnictwa Stanów Zjednoczonych mieszczącym się w kompleksie Smithsonian Institution.
Jego zainteresowania badawcze skupiały się na biedronkowatych i plugowatych.
Na jego cześć nazwano m.in. rodzaje: Gordoneus, Gordoni, Gordonita, Gordonoryssomus i Robert oraz gatunki: Diomus gordoni, Epilachna gordoni, Hyperaspis gordoni, Nothocolus gordoni, Parasidis gordoni, Rhyzobius gordoni, Scymnobius gordoni, Zenoria gordoni i Zenoria roberti.